# Dolcetto di Diano d'Alba
Dolcetto di Diano d'Alba o Diano d'Alba è una DOCG riservata ad un vino la cui produzione è consentita nella provincia di Cuneo.

## Zona di produzione
La zona di produzione comprende l'intero territorio del comune di Diano d'Alba.
L'esperienza secolare dei viticoltori locali ha permesso di delimitare accuratamente le 76 migliori posizioniper i vigneti e regolamentarle nel 1988; sono equiparabili ai cru e si chiamano "sorì", che in lingua piemontese significa "luogo solatio".

## Tecniche di produzione
Il disciplinare definisce i 76 "sorì" come menzioni geografiche aggiuntive; si possono segnalare in etichetta le partite di vino ivi prodotte.

La menzione vigna può essere riportata in etichetta solo abbinata alla menzione geografica ed è riservata a coloro i quali abbiano direttamente vinificato e imbottigliato.
È sempre obbligatoria l'indicazione dell'annata di produzione delle uve.

## Disciplinare
La DOC Dolcetto di Diano d'Alba è stata istituita con DPR 03.05.1974 pubblicato sulla Gazzetta Ufficiale n. 269 del 15.10.1974
 La trasformazione in DOCG è stata approvata con DM 02.08.2010 pubblicato sulla Gazzetta Ufficiale n. 193 del 19.08.2010

Successivamente è stata modificata con:
- DM 30.11.2011 G.U. 295 - 20.12.2011
- DM 07.03.2014 Pubblicato sul sito ufficiale del Mipaaf
- La versione in vigore è stata approvata con D.M. D.M. 17.04.2015 Pubblicato sul sito ufficiale del Mipaaf[1]

## Tipologie

### Dolcetto
È prevista la menzione geografica aggiuntiva, al cui interno è consentita la menzione vigna.
|                                | Dolcetto      | Dolcetto vigna | Dolcetto superiore | Dolcetto superiore vigna |
| uvaggio                        | Dolcetto 100% | Dolcetto 100%  | Dolcetto 100%      | Dolcetto 100%            |
| titolo alcolometrico minimo    | 12,00% vol.   | 12,00% vol.    | 12,50% vol.        | 12,50% vol.              |
| acidità totale minima          | 4,5 g/l.      | 4,5 g/l        | 4,5 g/l            | 4,5 g/l                  |
| estratto secco minimo          | 21,0 g/l      | 23,0 g/l.      | 23,0 g/l.          | 23,0 g/l.                |
| resa massima di uva per ettaro | 80 q.         | 72 q.          | 80 q.              | 72 q.                    |
| resa massima di uva in vino    | 70%           | 70%            | 70%                | 70%                      |

#### Caratteri organolettici
Il colore rosso rubino intenso ha evidenti riflessi viola. Profumi di mora e lampone accomunati in sentori di confettura di ciliegia nera.

#### Abbinamenti consigliati
Ottimo con i ravioli del plin e altre paste ripiene, con la bagna càuda. Suggerito come vino "a tutto pasto".